# Popp Feinkost
Die Popp Feinkost GmbH ist ein 1920 gegründeter Nahrungsmittelhersteller für Feinkostsalate und Brotaufstriche und gehört heute zur Wernsing Food Family mit Sitz in Addrup.

## Unternehmensgeschichte
Das Unternehmen wurde 1920 von Walter Popp als Feinkosthaus Popp in Dresden gegründet. Später erfolgte der Aufbau der ersten Feinkost- und Mayonnaisenfabrik in Breslau sowie eine Spezialfabrik für Mayonnaise und Salate in Kattowitz. Im Zuge des Zweiten Weltkriegs gingen die drei Betriebe und die Niederlassungen in Gleiwitz und Erfurt verloren. Nach dem Krieg erfolgte der Neuanfang. 1951 erfolgte die erste Teilnahme an der Hamburger Lebensmittelmesse. 1960 folgte der Umzug des Hauptbetriebes nach Kaltenkirchen und es entstanden Werke in Schulenburg, Kempen und Frankfurt am Main.
1985 folgte die Fusion mit dem Unternehmen Feinkost Dr. Schrödter in Kiel. Zum 1. Januar 1988 erfolgte die Übernahme der Popp Feinkost GmbH & Co. KG durch die Wernsing-Gruppe aus Addrup. 1989 folgte ein Firmenneubau in der Carl-Benz-Straße in Kaltenkirchen, 1999 die Übernahme des Feinkostspezialisten Bruckmann Feinkost aus Köln. 2000 wurde die Produktionsstätte ZMK Delikates Spólka z o.o. in Ostrów Wielkopolski in Polen aufgebaut. 2001 folgte die Übernahme des Salatherstellers Grossmann Feinkost aus Reinbek, 2010 die von Füngers Feinkost aus Oranienbaum-Wörlitz, 2012 von Mayo Feinkost aus Lübeck und 2016 von KapPa Antipasti aus Butzbach sowie Casa Westfalia mit Sitz in Vulpellac (Girona).
Im August 2012 kam es zu einem Wechsel in der Unternehmensleitung. Philipp Harland folgte auf Dietrich Tetz, der rund 40 Jahre die Leitung innehatte. Mit Harland erfolgte ein Strategiewechsel des Unternehmens mit dem Ziel, die Marke deutschlandweit bekannter zu machen. Über Fernsehwerbung erzielte das Unternehmen ab 2014 einen erhöhten Bekanntheitsgrad durch eine Werbekampagne.
Am 26. August 2015 stellte das Unternehmen am Strand von Sankt Peter-Ording mit einem 155,9 Meter langen Picknicktisch einen Weltrekord auf, der in das Guinness-Buch der Rekorde eingetragen und inzwischen wieder überboten wurde.
Seit der Saison 2017/18 war das Unternehmen Ärmelsponsor des Fußball-Bundesligisten Hamburger SV. Der Vertrag lief bis 2024. In 2024 und 2025 war Alexandra Popp das Gesicht von Werbeaktionen.
Das Bundeskartellamt hat der Mehrheitsbeteiligung der Popp Food Group an der Edmund Merl GmbH in Brühl zum 1. September 2019 zugestimmt.

## Produkte
Das Sortiment umfasst unter anderem Salate, Brotaufstriche, Räucherfisch, Fischmarinaden, Kartoffelspezialitäten und Fruchtgrützen. Die Hauptmarke des Unternehmens ist Popp. Daneben werden auch Beilagen- und Partysalate sowie Tzatziki unter dem Namen Salatkönig und Bruckmann verkauft.